# August Söllscher
Anders August Söllscher, född den 25 maj 1810 i Vänersborg, död den 19 augusti 1873 i Uddevalla, var en svensk jurist. Han var far till Carl Söllscher.
Söllscher gick i Skara skola vårterminen 1826–vårterminen 1827. Han blev student vid Lunds universitet 1826 och avlade juridisk examen vid Uppsala universitet 1831. Söllscher blev auditör vid Bohusläns regemente 1844 och erhöll avsked 1863. Han är under namnet "Freudenborg" skildrad av Wilhelm von Braun i berättelserna "Ångbåtsresan" och "Kusken".